# Пенгуин
Пенгуин (англ. Penguin Island) — вулканический остров в архипелаге Южных Шетландских островов. Активный стратовулкан.

## История
Остров был открыт в 1820 году британскими мореплавателями. Утром они увидели вулканический конус высотой 180 метров. Извержение шло из всех кратеров. В 1865 году извержение сделало крупный кратер с озером на восточном склоне. В 1905 году произошло ещё одно извержение.